# Lycomedes salazari
Lycomedes salazari es una especie de coleóptero de la familia de los escarabeidos. Su tamaño aproximado es de 3 cm de longitud. La hembra es de color oscuro y el macho tiene un cuerno en la cabeza que termina bifurcado como una horqueta. Vive en altitudes entre los 2.377 y los 2.800 metros sobre el nivel del mar, un rango muy por encima de otros escarabajos pertenecientes a este mismo género, las cuales habitan territorios a 2.100 metros sobre el nivel del mar.
Su hallazgo se produjo en el 2015 en un robledal cerca del páramo de Santurbán, en el municipio de California, Santander (Colombia); Gracias a trabajo del entomólogo colombiano Alfonso Villalobos Moreno, el profesor Luis Carlos Pardo-Locarno y de Román Stechauner Rohringer.